# Senioratsprovinz

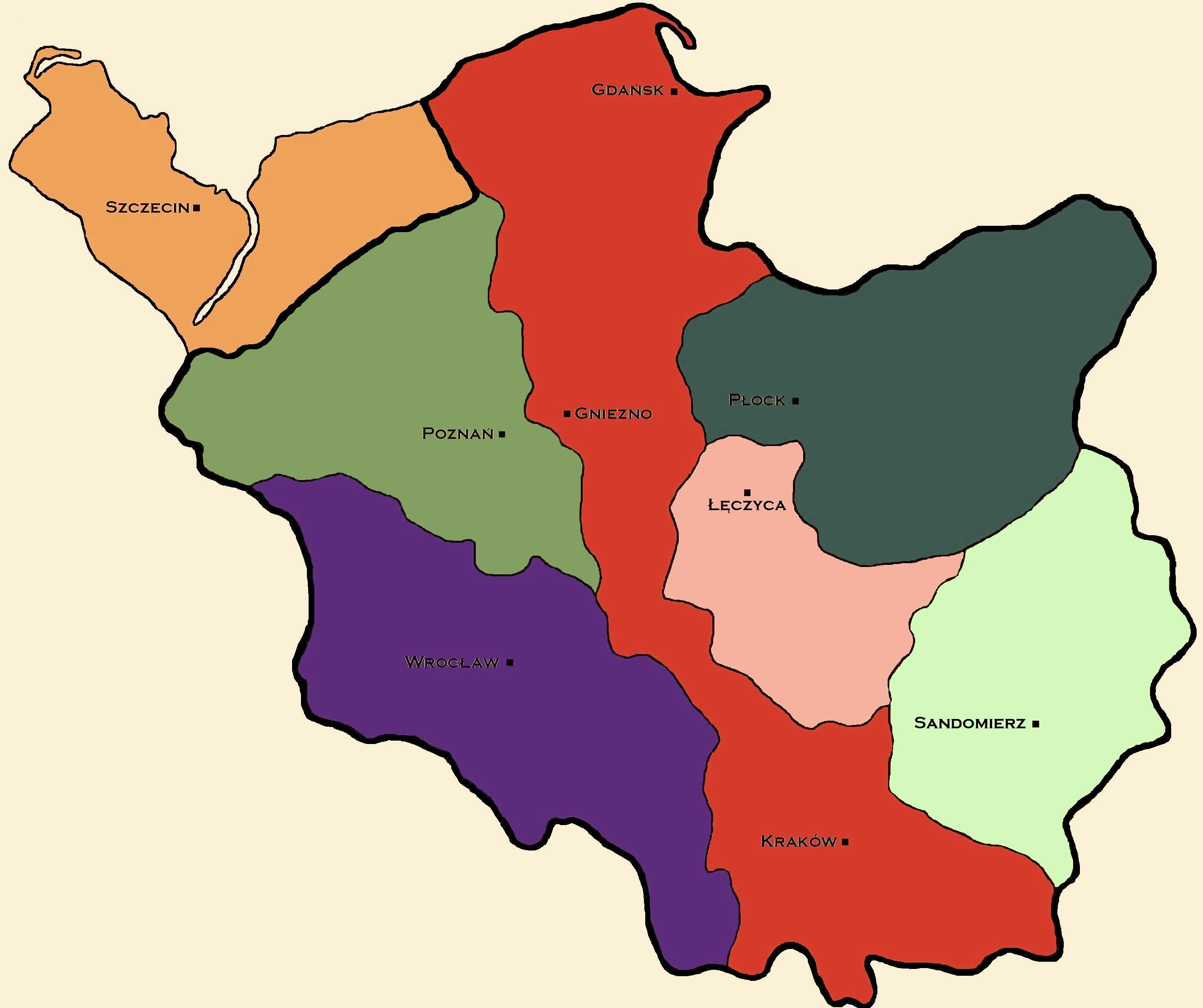
Senioratsprovinz (rot und rosa) um 1138, das Land Sieradz, und das Land Łęczyca waren kurzzeitig das Witwenteil von Salome von Berg

Die Senioratsprovinz (polnisch Dzielnica senioralna) war ein Herrschaftsgebiet in Polen von 1138 bis 1320 mit der Hauptfeste Krakau.

## Geschichte
1138 teilte Bolesław III. Schiefmund das Königreich Polen unter seinen Söhnen auf, wobei ein Seniorherzog stets die Oberherrschaft über die anderen Herzöge haben sollte. Ihm stand neben seinem eigenen Herzogtum auch die Herrschaft über die Senioratsprovinz zu. Erster Seniorherzog wurde Władysław II. von Schlesien, der in Schlesien und der Senioratsprovinz herrschte. Nach dem Tod des jeweiligen Seniorherzogs sollte der jeweils älteste Herzog in Polen zum Senior aufsteigen und die Senioratsprovinz übernehmen. Dies funktionierte bis 1227. Danach galt der als Senior derjenige, der in Krakau regierte, was oft zu Bürgerkriegen unter den Piasten im 13. Jahrhundert führte.

## Geographie
Ursprünglich gehörte zur Senioratsprovinz ein langer Streifen von den Karpaten im Süden bis an die Ostsee im Norden, zu dem das Land Krakau, das Land Sieradz, das Land Łęczyca, das Land Kalisz, ein Teil Kujawiens und Pommerellen gehörte. Nach und nach schmolz die Senioratsprovinz auf das Herzogtum Krakau. 1320 wurde das Senioratsprinzip endgültig abgeschafft und das Königreich Polen wiedererrichtet. Residenzstadt der Senioratsprovinz und des späteren Königreichs war Krakau.

## Seniorherzöge
- Wladysław II. 1138–1146
- Bolesław IV. 1146–1173
- Mieszko III. 1173–1177
- Kasimir II. 1177–1190
- Mieszko III. 1190
- Kasimir II. 1190–1194
- Leszek I. 1194–1199
- Mieszko III. 1199–1202
- Leszek I. 1201
- Konrad 1202
- Władysław III. 1202–1206
  - Leszek I. 1202 (Gegenherzog)
- Leszek I. 1206–1227
  - Mieszko IV. 1210–1211 (Gegenherzog)
- Wladysław III. 1227–1229
  - Konrad 1227–1228 (Gegenherzog)
- Heinrich I. 1228–1238
  - Konrad 1229–1232
- Heinrich II. 1238–1241
- Bolesław II. 1241
- Konrad 1241
- Bolesław V.  1243–1279
- Leszek II. 1279–1288
- Heinrich IV. 1288–1290
- Przemysł II. 1290–1291, kurzzeitig König von Polen
- Wenzel II. von Böhmen 1291–1300, ab 1300 König von Polen
- Władysław I. Ellenlang  1305–1320, ab 1320 König von Polen.